# Celosia brevispicata
Celosia brevispicata är en amarantväxtart som beskrevs av C. C. Towns. Celosia brevispicata ingår i släktet celosior, och familjen amarantväxter. Inga underarter finns listade i Catalogue of Life.